# 伍顯龍
伍顯龍（英語：Norris Ng Hin-lung），前香港荃灣區議會荃灣郊區選區議員，亦是一名建築師，在香港大學建築系修畢學士和碩士學位。

## 從政

### 參選2015年區議會選舉
2015年香港區議會選舉，被視為政治素人的伍顯龍挑戰爭取連任的陳偉明，伍在缺乏泛民主派政治名星支持下，以1984票擊敗爭取連任的陳偉明。

#### 2015年區議會選舉荃灣郊區選區選舉結果
| 政党   | 政党         | 候选人    | 票数  | %     | ±      |
| ------ | ------------ | --------- | ----- | ----- | ------ |
|        | 新界社團聯會 | ①. 陳偉明 | 1,812 | 47.73 | 不適用 |
|        | 獨立         | ②. 伍顯龍 | 1,984 | 52.27 | 不適用 |
| 多数票 | 多数票       | 多数票    | 172   | 4.53  | 不適用 |

### 參選2019年區議會選舉
伍顯龍因未有加入任何傘後團體、使民主派對其有保留，未視為同路人，泛民主派的荃民議政派出豪景花園居民譚蓓欣，再加上建制派關新偉出選該選區，挑戰伍顯龍，結果伍仍以350多票之差勝選連任。

#### 2019年區議會選舉荃灣郊區選區選舉結果
| 政党   | 政党       | 候选人    | 票数  | %     | ±      |
| ------ | ---------- | --------- | ----- | ----- | ------ |
|        | 荃民議政   | ①. 譚蓓欣 | 3,054 | 39.74 | 不適用 |
|        | 獨立       | ②. 伍顯龍 | 3,409 | 44.36 | -7.91  |
|        | 香港政研會 | ③. 關新偉 | 1,221 | 15.89 | 不適用 |
| 多数票 | 多数票     | 多数票    | 355   | 4.62  | 不適用 |

## 外部連結
- 伍顯龍 Ng Hin Lung的Facebook專頁（页面存档备份，存于）